# Graf Edzard I. (Schiff)
Die Graf Edzard I. ist ein Ausflugsschiff, das vom Hafen Greetsiel im Einsatz ist.

## Geschichte

### Bau und Einsatz als Fährschiff
Das Schiff entstand 1902 für 75.000 Goldmark im Auftrag der Reederei Rheinfähre Königswinter auf der Werft Ewald Berninghaus in Duisburg als Seitenpfortenfähre Königswinter. Die für bis zu 800 Personen und zehn Wagen ausgelegte kombinierte Personen- und Wagenfähre hatte beim Bau zwei jeweils etwa 50 PS leistende Verbunddampfmaschinen und war das erste dampfbetriebene Fährschiff auf der Strecke zwischen Königswinter und Bonn-Mehlem. Von der Reederei Rheinfähre Königswinter wurde die Königswinter von 1902 bis zum 20. April 1929 eingesetzt, als sie durch den größeren Neubau Königswinter II ersetzt wurde.
1930 übernahm der Fährbetrieb Willy-Franz Menges aus St. Goar das Schiff für 38.000 Reichsmark zu denen 14.000 Reichsmark für den Umbau der Landungsanlagen kamen. Die Fähre wurde in Loreley IV umbenannt und erhielt von der Bevölkerung den Spitznamen "Blindschleiche". Im Einsatz zwischen St. Goar und St. Goarshausen konnten außer den Passagieren auch 13 PKW befördert werden. Im März 1945 wurde die Loreley IV aufgrund des Nerobefehls versenkt, im Januar 1946 wieder gehoben und auf der Helbach-Werft in Lahnstein sowie auf der Ruthof-Werft in Mainz-Kastel repariert, bevor sie im Frühjahr 1947 wieder in Betrieb gesetzt wurde. Im Jahr 1959 löste der größere Neubau Loreley V das Vorgängerschiff ab, die Loreley IV diente aber bis 1978 weiter als Reserveschiff für Hochwasserzeiten, in denen die neue Loreley V nicht an allen Anlegestellen eingesetzt werden konnte. Während der Zeit als Reserveschiff wurde die Loreley IV 1962 auf Dieselantrieb umgebaut.

### Späterer Einsatz als Ausflugsschiff

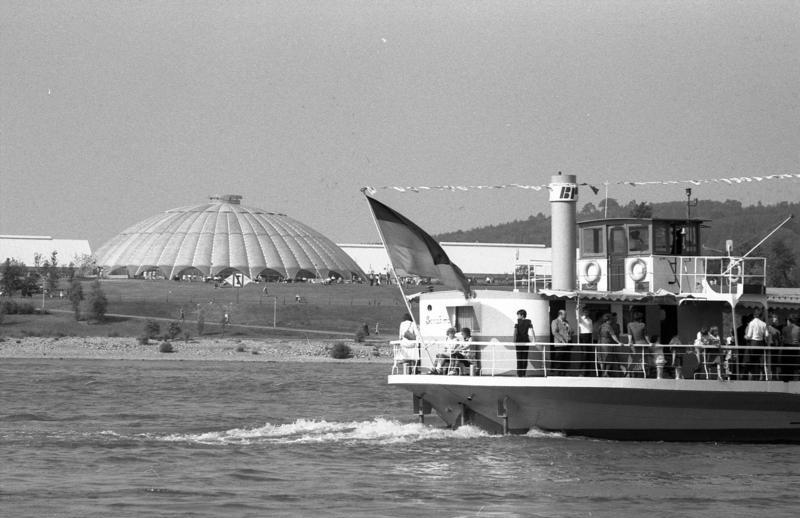
1979 auf der Bundesgartenschau

Nachdem die Bonner Personen Schiffahrt das Schiff 1978 übernommen hatte, wurde es bis 1979 bei der Werft Wilhelm Schmidt in Remagen-Oberwinter zum Personenschiff umgebaut. Vom 27. April bis 21. Oktober 1979 wurde es als Santa Flora auf der in Bonn stattfindenden Bundesgartenschau eingesetzt und im darauffolgenden Jahr nach Basel vermietet, wo es vom 12. April bis zum 12. Oktober 1980 für Rundfahrten auf der  Gartenbauausstellung „Grün 80“ betrieben wurde.
1982 übernahm die Personenschifffahrt Griesenbach in Winningen das Schiff, das daraufhin in Windiga umbenannt wurde. Unter der Ägide Griesenbachs erhielt das Schiff einen Umbau der Aufbauten und des Achterschiffs mit einem Heckrad, das aber nur der Optik diente. Als Windiga durfte das Schiff 392 Fahrgäste befördern. Nach einer längeren Aufliegezeit und einem Werftaufenthalt im Januar/Februar 2016 in Oberwinter, bei dem das Heckrad wieder entfernt wurde, übernahm die Reederei Bauer-Schadel aus Greetsiel das Schiff, benannte es am 19. März 2016 in Graf Edzard I um und setzt es nach Umbauarbeiten seitdem für Ausflugsfahrten mit einer Kapazität von jetzt maximal 300 Passagieren ein. Benannt ist es nach dem in Greetsiel geborenen Edzard I., 1491 bis 1528 Graf von Ostfriesland.